# SMS Bayern (1915)
SMS Bayern, prvi bojni brod istoimene klase u sastavu njemačke carske mornarice. Porinut je u veljači 1915. i primljen u službu 1916. godine, prekasno kako bi sudjelovao u bitki kod Jutlanda. Glavno brodsko naoružanje činili su topovi od 38 cm smješteni u četiri kupole koji su predstavljali značajan napredak u odnosu na 30,5 cm topove prethodne klase König. Zajedno s tri druga sestrinska broda, trebao je činiti jezgru četvrte borbene eskadre Flote otvorenoga mora. Unatoč očekivanjima, napravljen je još samo jedan brod u klasi - SMS Baden - jer su drugi otkazani u korist proizvodnje podmornica.
Budući da je operativan postao tek sredinom rata, Bayern je doživio tek ograničenu službu. Prva operacija u kojoj je sudjelovao bilo je flotno napredovanja u Sjeverno more 18. – 19. kolovoza 1916. Također je sudjelovao u Operaciji Albion u Riškom zaljevu gdje je ubrzo nakon početka napada naletio na minu te se morao povući zbog popravaka. Završetkom rata zajedno s većinom drugih brodova Flote otvorenog mora zadržan je u Scapa Flowu iščekujući odluku Saveznika što učiniti s brodovljem. Posada ge je potopila 21. lipnja 1919.. S dna je izvučen u rujnu 1934. i izrezan u Rosythu.